# 陸獻明
陸獻明（1565年—1645年），字君謨，號大种，直隸蘇州府太倉州人，明朝、南明政治人物。

## 生平
萬曆三十一年（1603年）應天府乡试第五十二名舉人、萬曆三十五年（1607年）丁未科会试第七十六名，三甲二百二名進士，礼部观政，三十七年授浙江嘉兴县知县，天啓二年（1622年）行取，暂擬礼部主事，四月改授浙江道監察御史，三年巡按贵州，四年巡按湖廣；大罵魏忠賢建生祠，又竭力保全楊漣一家。六年調往貴州巡按，水西作亂時，陸獻明加升太仆寺少卿銜，任監軍，上疏應三方逼進，最終如他所說平定寇亂；崇祯三年（1630年）入朝擔任太僕寺卿，加正三品服俸。弘光元年（1645年）正月去世，虛歲八十一。

## 家族
曾祖陸爻。祖父陸書。父陸以成。母朱氏。具庆下。弟献哲、獻廷、獻英。

## 引用
1. ↑  《万历三十五年丁未科进士履历便览》：陆献明，大种，诗二房，庚辰八月初五日生，太仓人，癸卯乡试五十二名，会试七十六名，三甲二百二名，礼部政，己酉授加兴县知县，壬戌授浙江道御史，癸亥巡按贵州，甲子巡按湖广，丙寅巡按贵州，加升太仆寺少卿，监军，庚午升正卿，本年加正三品服俸。曾祖多；祖书，赠太仆寺卿；父以成，封御史，累封太仆寺卿。
2. 1 2  錢海岳《南明史·卷三十二·列傳第八》：時先後為冏卿者，有陸獻明、楊公翰、李長春、席本楨、黃道立。獻明，字君謨，太倉人。萬曆三十五年進士。以御史巡按湖廣。魏忠賢建生祠，叱之。竭力全楊漣家。
3. ↑  民國《太倉州志·卷十·選舉》：（萬曆）三十一年癸卯（舉人）……陸獻明 見進士
4. ↑  錢海岳《南明史·卷三十二·列傳第八》：調貴州，水西反，疏言三方並進，卒如其言平寇。入為太僕卿。弘光元年正月卒，年八十一。
5. ↑  龚延明主编. . 宁波: 宁波出版社. 2016. ISBN 978-7-5526-2320-8. 《天一閣藏明代科舉錄選刊.登科錄》之《萬曆三十五年丁未科進士登科録》